# Альчи (приток Мухена)
Альчи — река в Хабаровском крае России. Протекает по территории Нанайского района. Длина реки — 32 км.
Начинается в гористой, покрытой елово-пихтовыми и елово-берёзовыми лесами, местности к северу от истока Мухена. Общее направление течения — северо-западное. Впадает в реку Мухен справа на расстоянии 93 км от её устья. В низовьях от реки отделяется протока Малая Альчи, также впадающая в Мухен.
Основные притоки — Западная Альчи (левый), Крестовый (правый).
- Код водного объекта — 20030900112118100069721[2]